# جيمي مكورت
جيمي مكورت (بالإنجليزية: Jamie McCourt) هي سيدة أعمال أمريكية، ولدت في 5 ديسمبر 1953 في بالتيمور في الولايات المتحدة.

## وصلات خارجية
- الموقع الرسمي